# Аболешев, Михаил Нилович
Аболешев Михаил Нилович (1802—1840) — офицер Российского императорского флота, участник кругосветного плавания на шлюпе «Сенявин» под командованием капитан-лейтенанта Ф. П. Литке, Георгиевский кавалер за 18 морских кампаний, капитан 2 ранга. Его именем названа бухта Аболешева в Беринговом море.
В различных источниках фамилия пишется по-разному: Абалешев, Абалёшев, Обалешев, встречается отчество — Николаевич.

## Биография
Михаил Николаевич родился 24 октября 1802 года в селе Константиново Новоторжского уезда Тверской губернии (ныне Лихославльский район Тверской области). Происходил из обедневшего старинного тверского боярского рода Аболешевы (Оболешевы). Отец Михаила — Нил Васильевич (1772—1825) был флотским офицером, мать — Екатерина Михайловна, после смерти мужа одна воспитывала младших братьев Михаила – Петра (1811- 1867), Павла (1812-1889) и Александра (1816-1881), которые впоследствии стали также военными моряками, а самый младший Александр – вице-адмиралом.
15 сентября 1815 года произведён в гардемарины. С 1815 года служил на кораблях Черноморского флота, ежегодно находился в плаваниях. 9 февраля 1818 года произведён в мичманы с назначением адъютантом контр-адмирала П. М. Рожнова.
22 марта 1823 года произведён в лейтенанты и переведён на Балтийский флот, на корвете «Помона» был в кампании и нёс брандвахту на Ревельском рейде. В 1825 году на фрегате «Патрикий» крейсировал в Балтийском море.
В 1826—1829 годах на шлюпе «Сенявин», под командой капитан-лейтенанта Ф. П. Литке, совершил кругосветное плавание для гидрографического исследования Чукотской земли и полуострова Камчатки. Его именем была названа бухта Аболешева (чукотское название бухты — Калэлэн (Кэлильын), в переводе означает «пёстрая нерпа») в Беринговом море (Чукотский полуостров). По возвращении в Кронштадт 22 сентября 1829 года был произведён за отличие в капитан-лейтенанты.
В 1830 году на корабле «Эмгейтен» был в кампании на Кронштадтском рейде, 18 декабря того же года награждён орденом Святого Георгия 4-й степени (№ 4517) «за беспорочную выслугу в офицерских чинах 18-ти шестимесячных морских кампаний». С 1831 года на корабле «Императрица Александра» крейсировал в Балтийском море. В 1833—1834 годах был командиром брига «Усердие», а затем фрегата «Елена», на которых плавал в Финском заливе. В 1835 году назначен командиром фрегата «Елисавета», который в составе эскадры вице-адмирала Петра Ивановича Рикорда, плавал с десантными войсками от Кронштадта до Данцига, и потом крейсировал у острова Борнхольма. Награжден орденом Святого Владимира 4 степени. В 1836 году, командуя тем же фрегатом, крейсировал у Дагерорда. В 1837—1839 годах командовал фрегатом «Мария». 6 декабря 1837 года произведён в капитаны 2 ранга.
Умер Михаил Николаевич в июне 1840 года, 12 июня исключен из списков Морского ведомства умершим.
Михаил Николаевич был женат на Надежде Ивановне, которая владела имением Бабенка в Тереховской волости Ржевского уезда (ныне территория Оленинского района), на волжском левобережье. У супругов было два сына: Михаил и Константин, которые как и отец стали офицерами Российского флота.